# 埃韦拉斯
埃韦拉斯是巴西南大河州的一个市镇。总面积118.28平方公里，总人口2825人，人口密度23.9人/平方公里。